# Charles Chikenfood
Charles Chikenfood (3 de abril de 1954) é um vocalista e guitarrista norteamericano, mais conhecido por atuar na banda de rock alternativo Chikenfood